# 伊斯坦布尔理工大学
伊斯坦布尔理工大学（土耳其語：İstanbul Teknik Üniversitesi，缩写为İTÜ）是位于土耳其伊斯坦布尔的一所理工类大学。是世界上第三古老的理工大学。致力于工程学和社会科学。是土耳其声誉最高的教育机构之一。目前学校拥有39个本科项目、144个硕士项目、13个学院、346个实验室和12个研究中心。

## 国际排名
伊斯坦布尔理工大学以工程技术等理工类闻名。
|                         | 2015    | 2014 | 2013    |
| ----------------------- | ------- | ---- | ------- |
| QS世界大学排名 工程技术 | 173     | 138  | 209     |
| QS世界大学排名 自然科学 | 307     | 237  | 298     |
| 泰晤士高等教育 世界排名 | 501-600 | 165  | 201-225 |
| 泰晤士高等教育 亚洲排名 | 19      | 24   | 38      |

## 著名校友

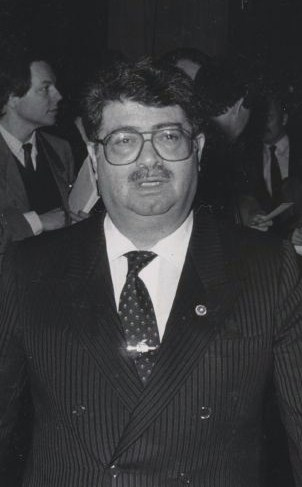
图尔古特·厄扎尔, 土耳其第8位总统
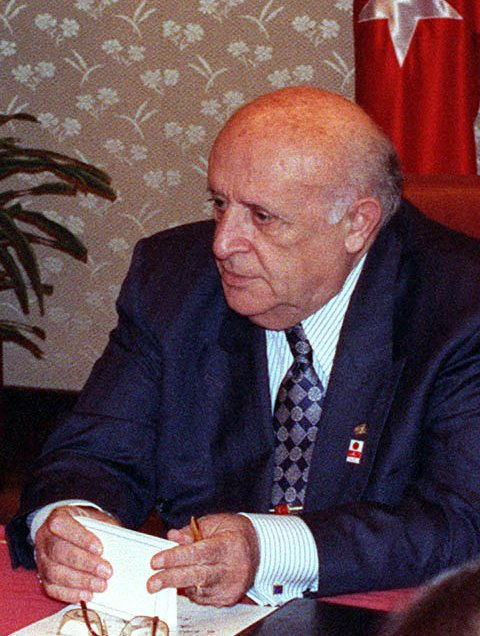
苏莱曼·德米雷尔, 土耳其第9位总统
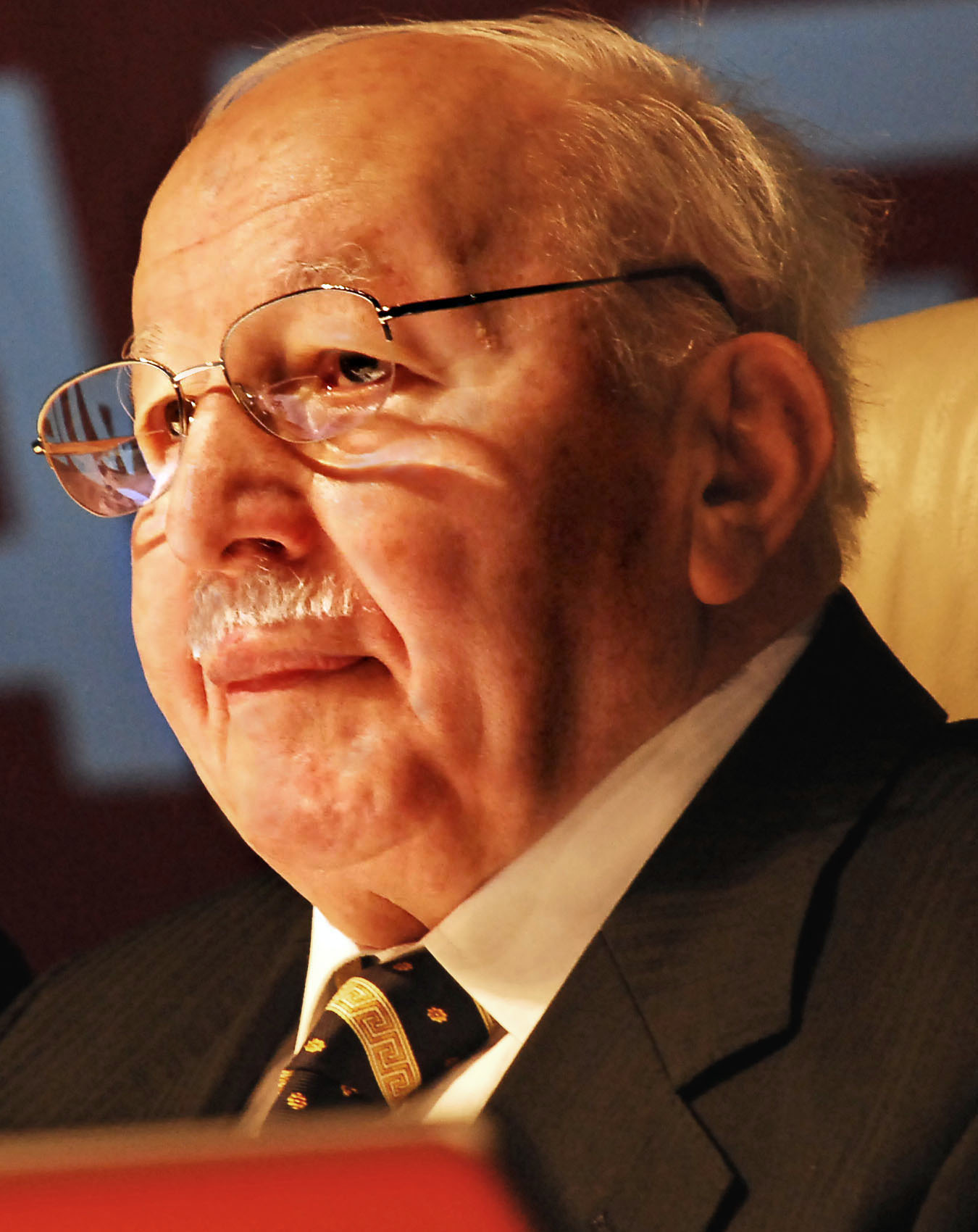
内吉梅丁·埃尔巴坎, 土耳其第23位总理
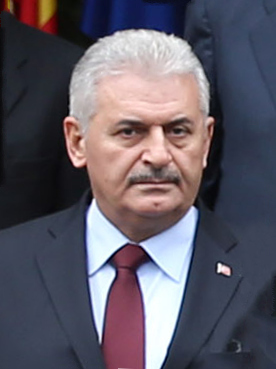
比纳利·耶伊尔德勒姆, 土耳其第27位总理

## 画廊

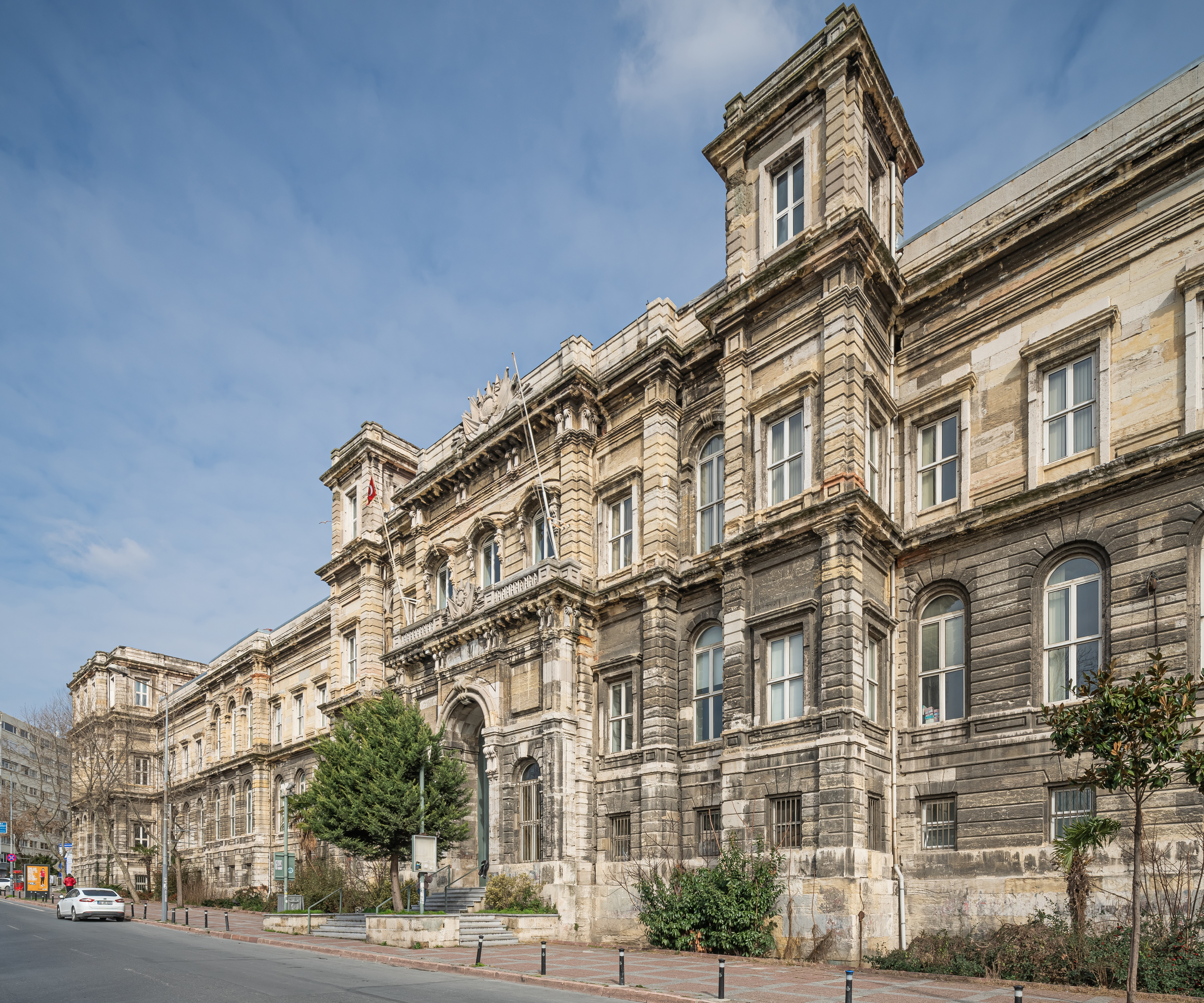
伊斯坦布尔理工大学
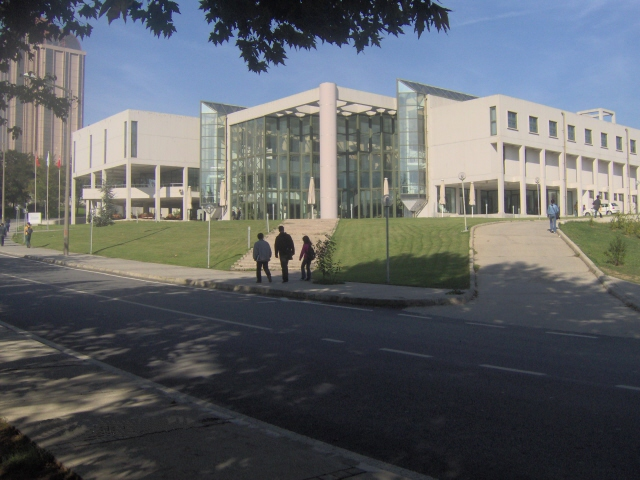
伊斯坦布尔理工大学
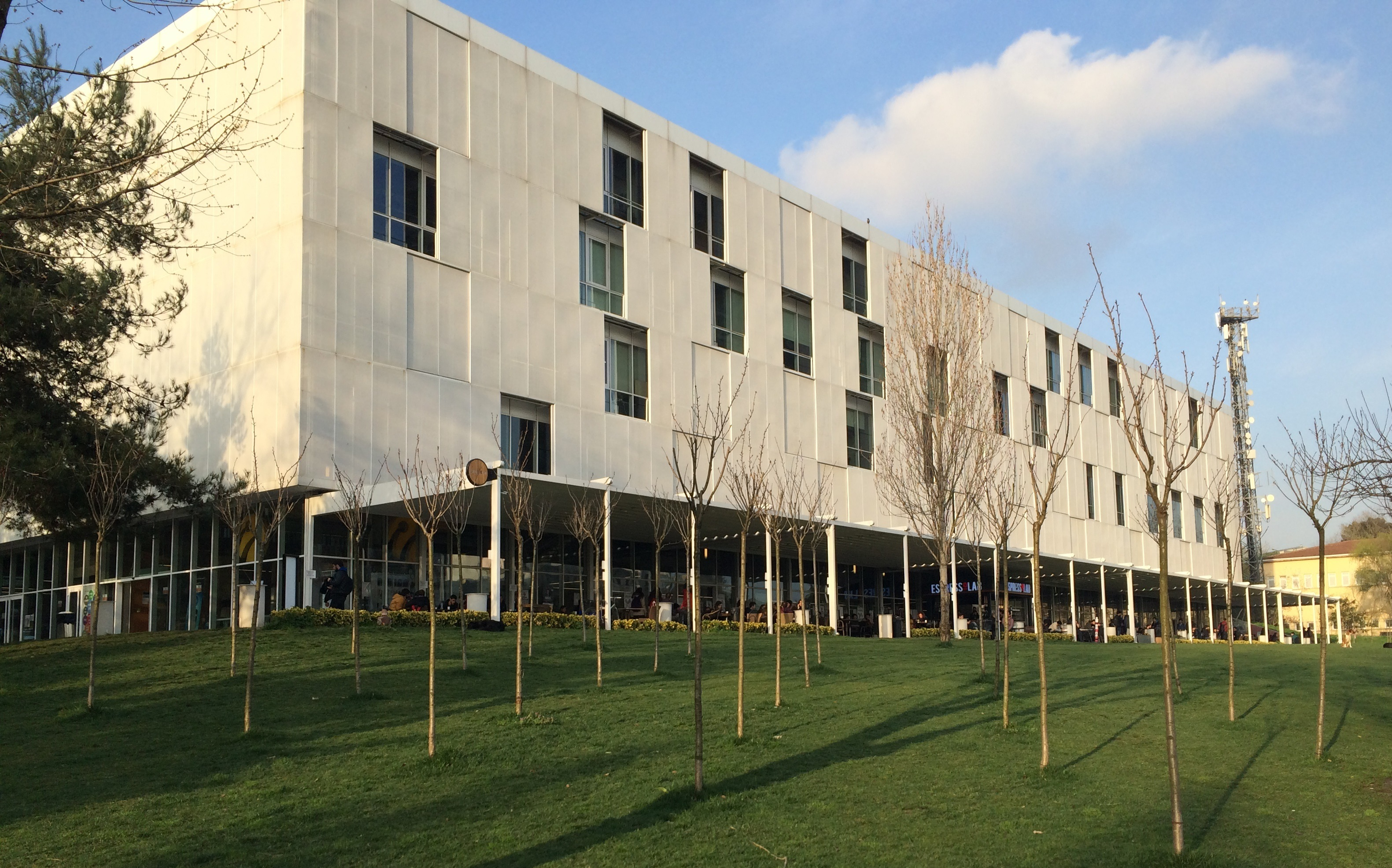
伊斯坦布尔理工大学学术厅
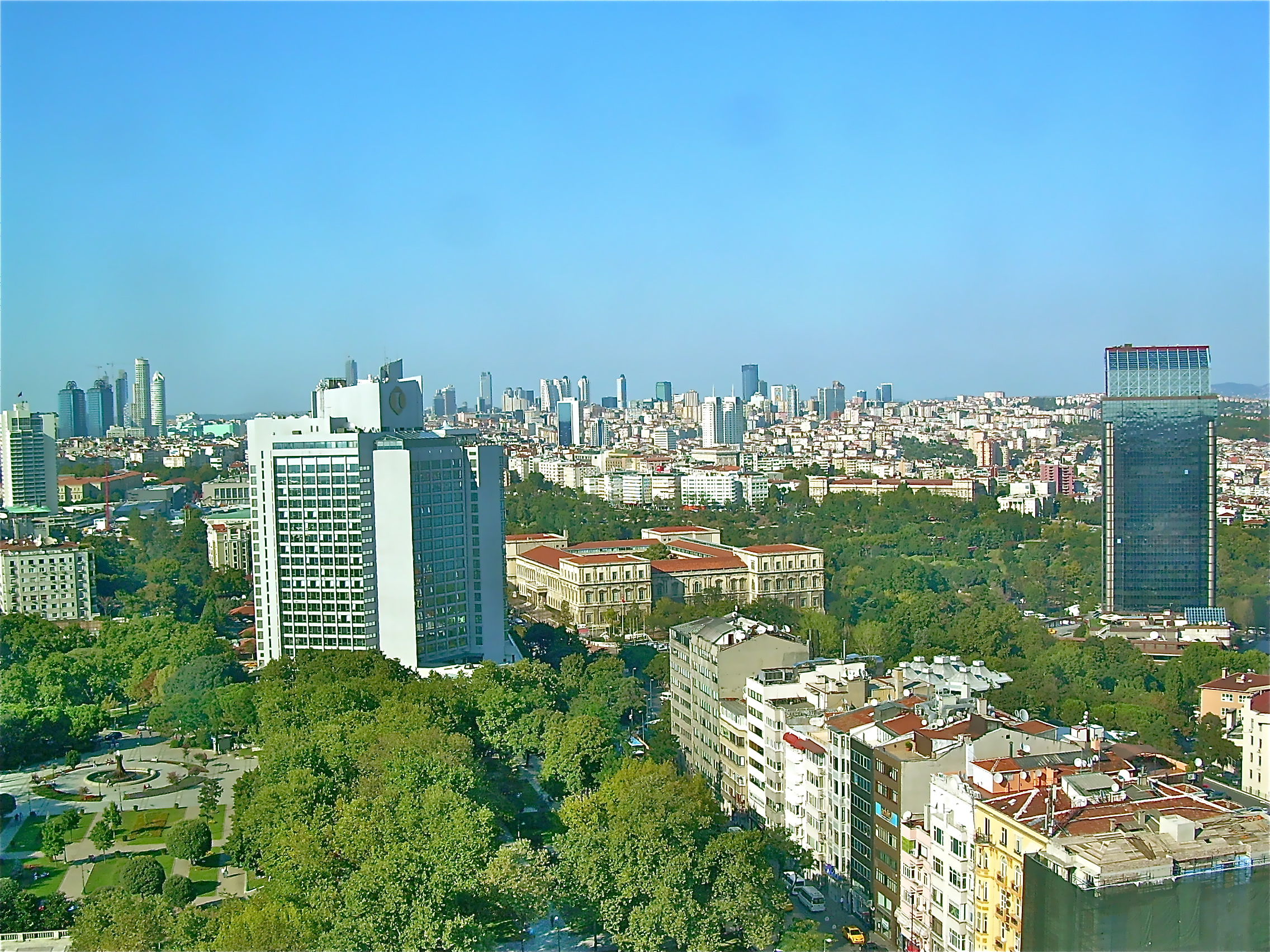
伊斯坦布尔理工大学
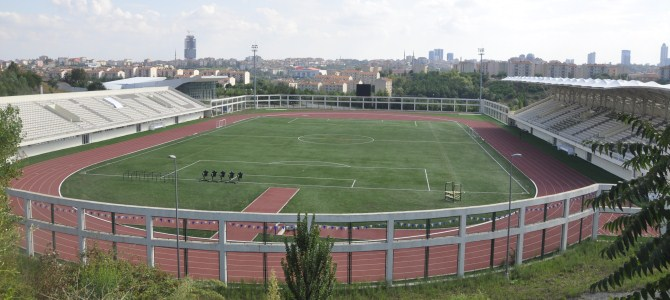
伊斯坦布尔理工大学足球场，校队主场地
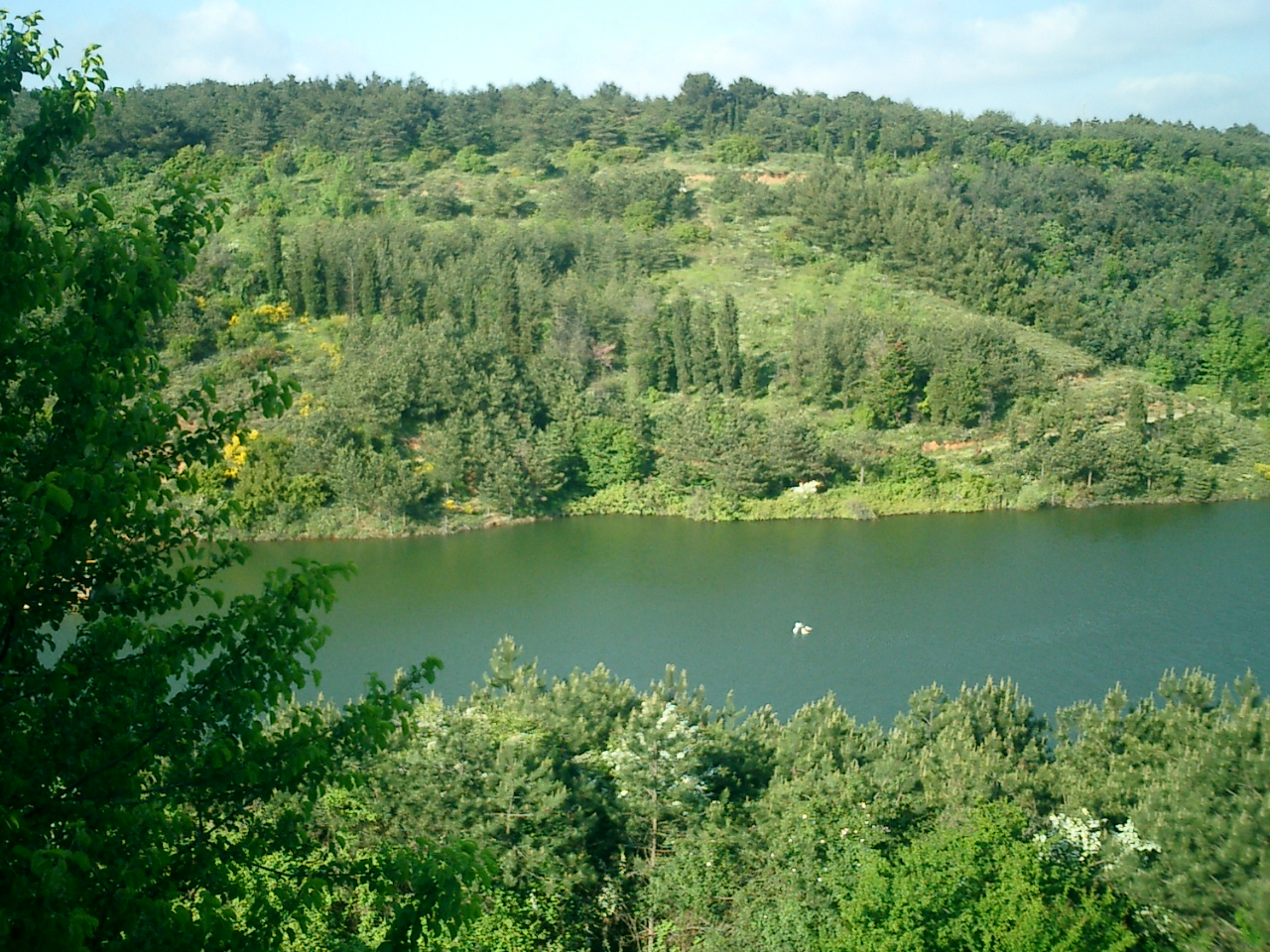
伊斯坦布尔理工大学人工湖

## 參閲
- 土耳其戰爭學院（英语：Turkish War Academies）
- 米馬爾思南美術大學（英语：Mimar Sinan Fine Arts University）